# Sassari (provins)
Sassari är en provins i regionen Sardinien i Italien. Sassari är huvudort i provinsen. Provinsen etablerades i Kungariket Sardinien 1859. Provinsen Olbia-Tempio bildades 2001 med 24 kommuner från Sassari men provinsen Olbia-Tempio upphörde 2016 och de 24 kommunerna plus San Teodoro och Budoni från provinsen Nuoro infogades i Sassari.
Den artificiella sjön Lago di Coghinas ligger i regionen.

## Administrativ indelning
Provinsen Sassari är indelad i 92 comuni (kommuner). Alla kommuner finns i lista över kommuner i provinsen Sassari.

## Geografi
Provinsen Sassari gränsar:
- i norr mot Medelhavet
- i öst mot Medelhavet
- i syd mot provinsen Nuoro och Oristano
- i väst mot Medelhavet